# Delta Force (игра)
Delta Force — компьютерная игра, тактический шутер от первого лица, разработанный компанией NovaLogic. Выпуск игры состоялся 1 ноября 1998 года. На русский язык игра официально переведена не была (существует неофициальный перевод от студии 7Wolf). 

40 боевых миссий объединены в 5 кампаний: Перу, Чад, Индонезия, Узбекистан и Новая земля. Все миссии в игре проходят под открытым небом, на природе, что даёт игроку свободу действий и выбора тактики. Задания в каждой миссии разные: уничтожение незаконных вооружённых формирований и боевой техники, освобождение заложников и даже перехват ядерных боеголовок. У игрока перед началом задания есть возможность лично подобрать вооружение.

## Оценки
| Сводный рейтинг | Сводный рейтинг |
| Агрегатор       | Оценка          |
| --------------- | --------------- |
| GameRankings    | 79,80 %         |